# 10º Reggimento fanteria "Regina"
Il 10º Reggimento fanteria "Regina" è stata un'unità militare del Regio Esercito.

## Le origini
Il 10º Reggimento fanteria "Regina" trae le sue origini da un battaglione denominato La Regina, creato nel 1734 quando il conte Giovanni Battista Cacherano di Bricherasio ottenne da Carlo Emanuele III di Savoia il permesso di arruolare le dieci compagnie che lo avrebbero formato. Il battaglione proseguì la sua evoluzione servendo casa Savoia e divenendo poi reggimento.
Nel 1831, con l'istituzione delle Brigate Permanenti, si sdoppiò con la creazione del secondo reggimento (2°) della brigata "Regina".
Nel 1839 cambiò denominazione, divenendo il 10º Reggimento Fanteria "Brigata Regina", all'interno del nuovo ordinamento che assegnava ai reggimenti dell'Arma di fanteria un numero progressivo.

## Nel Risorgimento

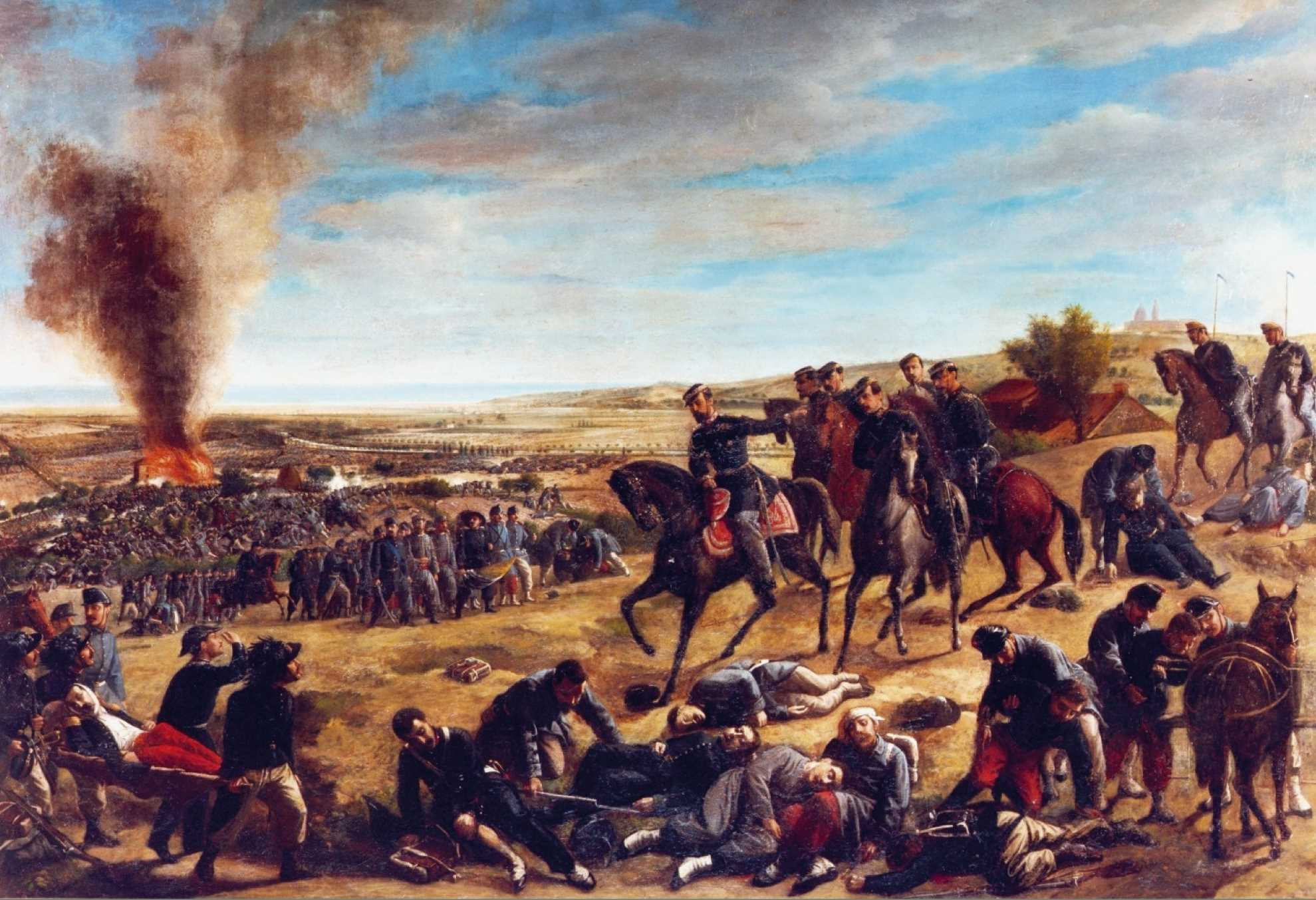
La battaglia di Castelfidardo in un dipinto dell'epoca

Il 4 maggio 1839 assume la definitiva denominazione di 10º Reggimento fanteria e partecipa alla prima guerra di indipendenza (1848-1849) combattendo nelle battaglie di Goito, Pastrengo, Santa Lucia, Governolo, Mortara e Novara. Per la battaglia di Governolo è concessa alla bandiera una medaglia d'argento al valore militare.
Partecipa alla guerra di Crimea (1855-1856), alla seconda guerra di indipendenza (1859) combattendo nella battaglia di Magenta.
Successivamente partecipa alle Operazioni del Centro-Meridione (1860-1861) inquadrato nel IV corpo d'armata del Generale Cialdini dove combatte nella battaglia di Castelfidardo il 18 settembre 1860 insieme al 9º Reggimento fanteria "Regina", all'11°, 12°, 26º Battaglione bersaglieri e ai Lancieri di Novara. Grazie a questa vittoria vi fu l'annessione al Regno di Sardegna delle Marche e dell'Umbria. Per il valore dimostrato durante la battaglia il reggimento sarà insignito della medaglia d'oro al valor militare.
Nel periodo (1860-1870) è impiegato nelle operazioni antibrigantaggio e prende parte poi alla terza guerra di indipendenza (1866). Il 15 ottobre 1871 viene denominato 10º Reggimento fanteria Regina.

## Prima guerra mondiale
Il reggimento prende parte alla Prima guerra mondiale, con il 9º Reggimento Fanteria, nella Brigata Regina.
Fra le azioni di guerra sostenute:
- Prima battaglia dell'Isonzo (23 giugno - 17 luglio) 1915
- Seconda battaglia dell'Isonzo, il 21 luglio 1915:
- Terza battaglia dell'Isonzo (24 ottobre - 2 novembre) 1915
- Marzo 1916 citazione sul bollettino di guerra n.293 per le azioni condotte nella zona di San Martino del Carso.
- 29 giugno 1916 sotto attacco con gas riporta ingenti perdite
- 1916 (agosto – ottobre), per la condotta ottenuta durante la Settima e l'ottava battaglia dell'Isonzo il reggimento viene decorato di medaglia d'oro.
- Dal 20 ottobre 1916 al 28 febbraio 1917 lascia la zona dell'Isonzo per poi ritornarvi.
- 1917 partecipa all'undicesima battaglia dell'Isonzo e alla battaglia di Caporetto, ottenendo per meriti di guerra una medaglia di bronzo al valor militare.
- Battaglia del solstizio (15-24 giugno) 1918, riesce a catturare molti nemici ottenendo un'altra menzione sul bollettino di guerra n. 1136.

## Il periodo tra le due guerre
Con l'ordinamento del 1926 dell'esercito, riprende il nome di 10º Reggimento Fanteria "Regina", rimane articolato su due battaglioni, ed a seguito della formazione delle brigate su tre reggimenti è assegnato alla XXIII Brigata di Fanteria unitamente al 9° "Regina" e 47° "Ferrara".
Per la campagna d'Africa del 1935-1936, 582 soldati del Reggimento partecipano alla Guerra contro l'Etiopia come complementi ai reparti mobilitati.

## Seconda guerra mondiale
- Controlla le isole dell'Egeo ed in seguito riesce a resistere nella piazzaforte di Leros, alla fine del conflitto il reggimento si scioglie. 103 furono uccisi dalla Wehrmacht durante l'eccidio di Coo.

## Insegne e Simboli
- Il Reggimento indossava il fregio della Fanteria del Regio Esercito (composto da due fucili incrociati con al centro un tondo riportante il numero 10º che indica il reggimento e sormontati da una corona).
- Mostreggiature: le mostrine del reggimento erano rettangolari di colore Bianco; derivano dai risvolti e dalle guarniture (mostre) che ornavano le antiche uniformi sabaude, i cui colori cambiavano da reggimento a reggimento. Alla base della mostrina si trovava la stella argentata a 5 punte bordata di nero, simbolo delle forze armate italiane.

## Motto del Reggimento
"Sicut te candidi candidissima Regina" Il significato del motto del Reggimento è: "Come te candidi, candidissima regina"

## Festa del reggimento
- La festa del reggimento si svolge il 29 giugno, Il reggimento ricorda i combattimenti di Bosco Cappuccio nel 1916 dove si guadagnò la Medaglia d'Oro al Valor Militare